# Centenar de la Ploma

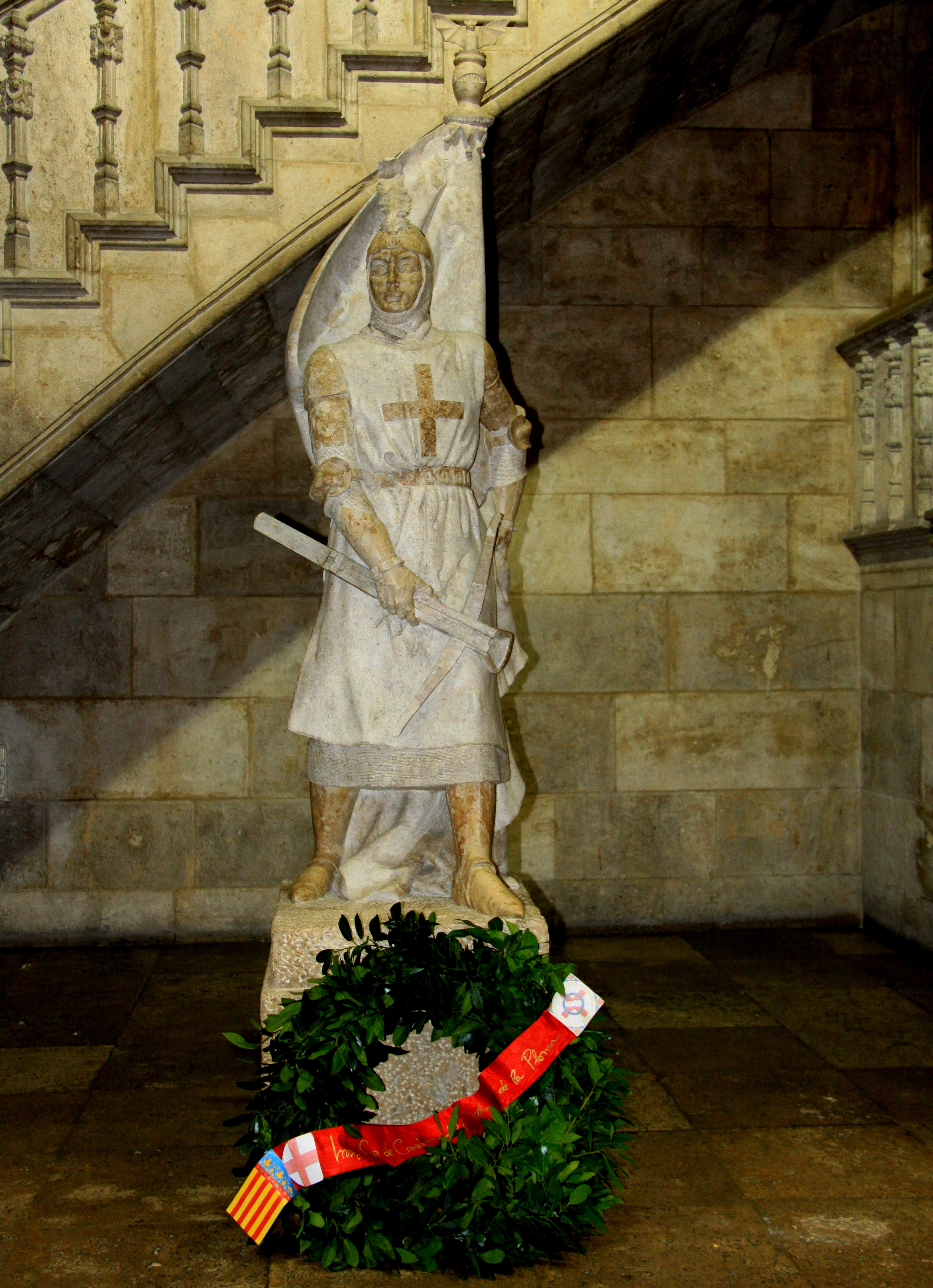
Estatua del Ballestero del Centenar de la Ploma presente en la Generalidad Valenciana y realizada por Salvador Furió Carbonell

El Centenar de la Ploma fue una milícia local, compañía formada por cien ballesteros encargada de escoltar y proteger la Señera de la ciudad de Valencia.
Fue instituida por Pedro II el Ceremonioso en 1365 bajo el nombre de Centenar del Gloriós Sant Jordi (en castellano, Centenar del Glorioso San Jorge) por estar bajo la advocación de este santo, pero pronto se conoció popularmente como Centenar de la Ploma (pluma), por la característica pluma que llevaban los ballesteros en el birrete, y con este nombre ha pasado a la historia. Desapareció en 1707 con el Decreto de Nueva Planta.

## Historia y funciones
Algunos autores afirmaran que se trataba de una creación de Jaime I, pues es tradicional en la Comunidad Valenciana atribuirle a este rey todas las instituciones valencianas que no tienen claros sus orígenes. Gracias a un documento de 1503, hoy sabemos que esta milicia fue instituida por el Ceremonioso el 3 de junio de 1365, durante el asedio de Murviedro, en plena guerra con Castilla. Parece que esta concesión fue una compensación por los servicios prestados por la hueste o milicia urbana de Valencia en esta guerra, pues hacía tiempo que la ciudad pedía la creación de una milicia fija que se pudiese reunir con rapidez, contra la lentitud que supone la convocatoria ciudadana de huestes.
Aun así su función principal fue la de escoltar y proteger la Señera de Valencia, que en el momento de su constitución no era aún la Señera Coronada, sino el señal del rey.
Existe cierta confusión con otra milicia de cien hombres a caballo, distinta de la de los ballesteros, pero también con la función de proteger el estandarte real, y que fue creada el 23 de julio de 1376, en las Cortes Generales de Monzón, por el mismo Pedro el Ceremonioso, a pesar de que las ordenaciones no se elaboraran hasta 1391 durante el reinado de Juan el Cazador. A pesar de la coincidencia de funciones, no parece que sea la misma compañía, y no está demasiado claro si continuó existiendo. Aun así sabemos que estaba constituida por 70 hombres a caballo armados y 30 jinetes.

## Organización de la milicia
La estructura inicial de la compañía militar principal del Centenar de la Ploma estaba formado por 100 ballesteros, divididos en dehenes (10), cada una mandada por un capità de dehena. El capitán de la compañía era, oficialmente, el Justicia Criminal de Valencia, que era el cargo municipal encargado de llevar la Senyera en la batalla y en los desfiles. La composición social del Centenar era plural y estaba establecida en 10 hòmens de paratge (nobles), 30 de la mà major (alto estrato social), 30 de la mà mitjana (estrato social medio) y 30 de la mà menor (estrato social bajo), según la división social urbana, establecida por Francesc Eiximenis, fraile franciscano nacido en Gerona, en 1340 y que murió en Perpiñán, en 1409, catalán que escribió en la bella lengua valenciana, profesó en el convento de franciscanos de su ciudad natal (1352) y estudió teología en Valencia, Colonia, París y Oxford; volvió a Cataluña (1371) y residió en Valencia más de 20 años. Participó en la resolución de los problemas sociales y religiosos de su época. Pues bien la provisión de individuos para configurar esta milicia estará al cargo de los Jurados y del Consejo General de la Ciudad, cuyos miembros, antes de recibir el nombramiento, se someterán a una "probanza" ante el gobernador. Una vez admitidos, acudirán a la Casa de la Ballestería y en presencia de "los caps de dehena" recibirán las insignias de San Jorge. Acto seguido, y ya investidos, según se desprende del privilegio real, oirán la Santa Misa y antes de la lectura del Evangelio realizarán el juramento bajo el que se comprometen públicamente a permanecer fieles al Rey, a su servicio y al de la ciudad. Su uniforme será una dalmática de lienzo blanco, con la cruz roja de San Jorge al pecho y espalda, y un casco con una pluma de garza, detalle este de donde le viene el nombre de "la ploma". La milicia tendrá su casa en la ciudad, que se construirá cerca de la que se llama calle de las Barcas.
Fue el 23 de julio de 1376, cuando se amplió la milicia con 100 hombres a caballo, distinta de la de los ballesteros, pero también con la función de proteger el estandarte real, y que fue creada en las Cortes Generales de Monzón, por el mismo Pedro el Ceremonioso, a pesar de que las ordenaciones no se elaboraran hasta 1391 durante el reinado de Juan el Cazador, este nuevo cuerpo de combate de 100 hombres estaba distribuido por 70 hombres a caballo armados y 30 jinetes con armas ligeras. Queda estructurado el Centenar en 3 cuerpos de ejército, 100 caballeros, 100 ballesteros y 100 arcabuceros. La compañía de ballesteros es la que suele rendir siempre los máximos honores, esta Compañía introducirá también 50 jinetes con ballesta ligera y quedará definitivamente formada por 50 caballeros-ballesteros y 50 ballesteros de a pie, con ballestas más pesadas y así queda escrito en los anales de nuestra historia.
El rey Juan II de Aragón en 1470, amplió el privilegio otorgado al Centenar de la Ploma concediendo un sueldo a sus miembros y la facultad de poder portar todo tipo de armas, y en todo momento, aunque el arma característica del Centenar es la ballesta, también solían estar equipados con espada, daga, lanza o arcabuz. Las prácticas de tiro solían hacerlas en el Muro de Quart junto a las torres.
La Solicitud de los cofrades ante el rey Juan II:
1. Súplica de la confirmación y exposición de los servicios prestados por el Centenar de la Ploma. El privilegio a confirmar decía: “Primerament, Senyor, attenent que, per priviliegi otorgat al dit Centenar, per l’alt rei En Pere, sots calendari de tres de juny any Mil CCC LXV, són atorgades al dit Centenar certes gracies, indults e prerrogativas segons per la tenor d’aquell appar”. (Véase que no indica nada de la creación o fundación, sino de la concesión de privilegios).
2. Solicitud de pena pecuniaria contra el que hiciera oposición a los privilegios del Centenar.
3. Petición de un salario, de tres sueldos y seis dineros, moneda valenciana.
4. Facultad de llevar toda clase armas en todo momento y lugar.

El Rey Juan II aprobó y confirmó el 18 de julio de 1470 dichos privilegios, ordenado respetarlo, bajo pena de 2000 florines de oro. El 28 de octubre de 1479, Fernando el Católico confirmó también, de nuevo el mencionado privilegio.
Parece ser, a pesar de que la documentación conservada no lo explicita, que la compañía renovaba cada dos o tres años a la mitad de sus miembros, consiguiéndose así que siempre hubiese un 50% de ballesteros nuevos, y otro 50% con experiencia.

## Símbolos del Centenar de la Ploma

Bandera de San Jorge.

La bandera de San Jorge era la enseña propia de la Compañía. Por emblema una ballesta encima de una cruz de San Jorge, y debajo el lema de la compañía: «In te, Domine, speravi; non confundar in aeternum»
El uniforme consistía en una pieza de lienzo o tafetán blanco con cruz de San Jorge delante y detrás, por encima de su ropa, al que añadirían una cota de malla. En el casco llevaban una pluma de garza que daba nombre a la compañía.

## La Cofradía de San Jorge
Seis años después de la creación del Centenar de la Ploma, algunos de sus ya antiguos miembros solicitaron a Pedro el Ceremonioso la creación de una Cofradía bajo la advocación de San Jorge, que fue concedida por privilegio el 10 de julio de 1371. Entre las funciones de la cofradía estaba la de velar enfermos, acompañamiento de difuntos y cámara mortuoria, un encuentro anual de la cofradía, y fiestas y banquetes por San Jorge.
La cofradía estaba formada por un máximo de 100 hombres y 150 mujeres. En 1391 pidieron al rey Juan I y a la reina que se hicieran cofrades, y el rey amplió el número de cofrades a 500 hombres y 600 mujeres, y les otorgó algunas exacciones.
En la casa de la Cofradía de San Jorge, situada en el barrio de la parroquia de San Martín, tuvo lugar en el otoño de 1519 la primera reunión de los agermanados en los primeros momentos de la revuelta de las Germanías.

## El Retablo del Centenar de la Ploma

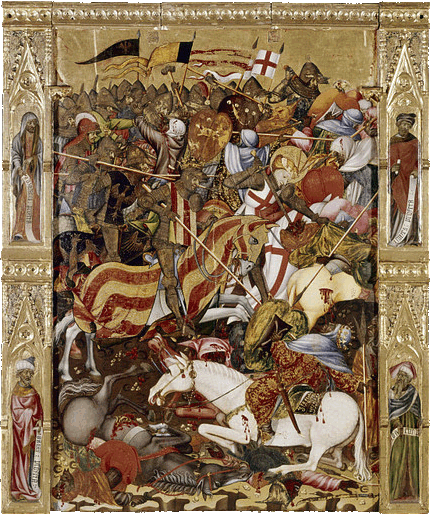
La Batalla del Puig, retablo del Centenar de la Ploma atribuido a Andrés Marzal de Sax, hacia 1400-1420. Conservado en el Victoria and Albert Museum de Londres.

El retablo del Centenar de la Ploma es un retablo del gótico internacional y características valencianas, de importante tamaño, con unas dimensiones de 6,60 metros por 5,50 metros, efectuado por el pintor de origen alemán Marzal de Sax (siglo XV) para la Compañía de ballesteros del Centenar de la Ploma, pues así lo demuestra la ballesta y la cruz de San Jorge, situadas en la parte superior del guardapolvos. En los últimos años se ha lanzado la teoría de que el retablo fue una colaboración entre varios artistas del Gótico Internacional presentes en la Valencia de la época, destacando entre ellos a Miguel Alcañíz, se advierte su intervención en la tabla de san Jorge y el dragón debido a las similitudes existentes entre el monstruo de este retablo y el que se encuentra en el retablo de la Santa Cruz (obra claramente atribuida al artista) que son de una tipología muy específica y difieren claramente de otros dragones de la época (por ejemplo el mismo Donatello seguirá el modelo de gran serpiente marina clásico en su relieve de San Jorge salvando a la princesa, pocos años posterior, en pleno Renacimiento italiano), al mismo Marçal de Sax.
Actualmente se encuentra en el Museo de Victoria y Alberto de Londres. La dirección de este museo lo reubicó en 1999, desde un lugar secundario, a presidir su sala más importante, la sala Rafael, donde se encuentran los cartones que Rafael pintó para los tapices de las casas reales.
La descripción del retablo, que representa la leyenda de san Jorge en 32 escenas, está perfectamente elaborada por la gran escritora de temas valencianos Carmen Rodrigo Zarzosa: “El gran panel central representa a San Jorge luchando con el dragón; encima figura una batalla donde los cristianos derrotan a los moros con la ayuda de san Jorge, y en lo alto, Nuestra Señora de los Ángeles o de la Victoria. Más arriba Cristo con el Orbe, flanqueado por Elías y Moisés. A los lados, dieciséis escenas de la vida y martirio de san Jorge, con los cuatro Evangelistas rodeados por parejas de ángeles en los registros superiores. El guardapolvos muestra, en la parte superior, la Paloma del Espíritu, entre la Cruz y la ballesta, y los doce apóstoles. En las entrecalles, están representados veinticuatro profetas bajo arco trilobulado. Todas las escenas enmarcadas con un marco dorado”
El combate, aquí representado, es sin duda la Batalla del Puig, donde según la tradición San Jorge se apareció ayudando a las tropas cristianas. Esto convierte al retablo del Centenar en la primera pintura histórica de España.
Podemos observar a san Jorge, en uno de los paneles centrales del retablo, vistiendo el uniforme de la compañía de ballesteros, con la dalmática de lienzo blanco con la cruz roja y la pluma de garza en el casco.
En cuanto a la ubicación original del retablo se piensa que estuvo situado en la capilla que la Cofradía tenía en la iglesia de San Jorge hasta su demolición, sin descartar la posibilidad de que se hubiese encontrado en la capilla de la Casa de la Ballestería, en la calle Ballesteros.
La iglesia de San Jorge tenía su puerta principal en lo que hoy conocemos como la plaza de Rodrigo Botet, allí la Cofradía del Centenar de la Ploma tenía altar propio, era la capilla de Nuestra Señora de las Victorias o de las Batallas, talla policromada de origen románico del siglo XII y que al extinguirse la Cofradía pasó a la parroquia de San Andrés Apóstol (actual San Juan de la Cruz de los PP. Carmelitas), demarcación a la que pertenecía la iglesia de San Jorge. Posteriormente la iglesia de San Andrés se reubicó a en la calle Colón n.º 8 donde podemos encontrar la talla en la actualidad.
Fue pues el Centenar de la Ploma quien encargó el retablo, plasmando en él tanto los motivos históricos más significativos para su compañía como los símbolos que les definían.

## Recreación contemporánea
En recuerdo de esos significativos hechos se constituyó en 1982, en el monasterio mercedario de Nuestra Sra. del Puig de Valencia el “Insigne Capitul de l´Almoina de Sant Jordi de Cavallers del Centenar de la Ploma”, un grupo de ciudadanos particulares sin ninguna relación con el antiguo Centenar. 
El moderno está formado por unas decenas de hombres que se consideran sucesores espirituales del Centenar de la Ploma, teniendo actualmente como fines: contribuir al esplendor de los actos en honor a la Senyera; defender por todos los medios lícitos la integridad territorial, histórica, cultural, lingüística y artística del Reino de Valencia desde una perspectiva blavera; organizar y promover toda clase de actos que contribuyan al conocimiento de la historia, de las lenguas, de los símbolos y del rico patrimonio cultural de reino valenciano y por último, homenajear a sus hijos ilustres a su modo de ver. Se trata de una asociación común sin ningún otro reconocimiento oficial.

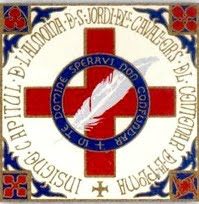
Escudo del Insigne Capítulo de Caballeros del Centenar de la Ploma.

Para ingresar en el Capítulo, el neófito deberá realizar el juramento de lealtad y una vez efectuado, recibirá el collar y las espuelas doradas, así como el anillo capitular que le acreditarán como caballero efectivo.
El uniforme corporativo consiste en una guerrera de paño blanco cruzada con botones dorados, puños y cuello de paño rojo resaltado de vivo dorado y sobre el pecho, la cruz de San Jorge de gules. Hombreras de paño rojo, cargadas de un bordado con la pluma blanca de los caballeros. Pantalón azul con galón lateral dorado. Sombrero bicornio negro guarnecido de pluma blanca de garceta. Cinto dorado. Guante blanco y calcetín y bota negra.
Gobierna este Capítulo un “Consell de Caps de Dehena”, de diez miembros, presididos por su Lugarteniente General, el político Miquel Ramon i Quiles, siendo su protector S.A.I.R. Archiduque D. Andrés Salvador de Habsburgo-Lorena y Salm-Salm.
Según sus estatutos podrán ser nombrados vicepresidentes de Honor, a propuesta del Lloctinent General, aquellas altas personalidades (jefe de Estado y de Gobierno, grandes maestres de las Orden militar y de Orden de caballería, cardenales de la Iglesia católica, exarcas y patriarcas de las Iglesias Cristianas Orientales, etc.) que a juicio del Consell merezcan tal dignidad. Así han sido nombrados dignidades del Capítulo, el pretendiente al Ducado de Braganza, el supuesto marqués de Piro (título caducado) y el Duque de Sevilla.[cita requerida]
La insignia por excelencia, es un collar compuesto de veintiún eslabones alternados de cruces de San Jorge y escudos del Reino de Valencia, unidos por un medallón con la efigie del santo titular, del que pende la insignia capitular que es una cruz de gules fileteada de oro, sobrepuesta a un anillo de azur con la leyenda «in te domine esperavit non confundar» y puesta en barra; sobre el todo, la pluma de plata. También se utiliza una placa de rayos dorados o plateados, a modo de Gran Cruz.
Entre sus recientes actividades se encuentra la organización de una misa anual en homenaje a los patriotas valencianos o la donación de cuatro casullas a la Catedral de Valencia, asistió a la misa celebrada por la Orden del Santo Sepulcro de Jerusalén en Valencia y entraron como cofrade colectivo en la Cofradía del Santo Cáliz de la Cena del Señor.